# Astra (hrušeň)
Astra (Pyrus communis 'Astra') je ovocný strom, kultivar druhu hrušeň obecná z čeledi růžovitých. Plody jsou řazeny mezi odrůdy zimních hrušek, sklízí se v říjnu, dozrává v listopadu, skladovatelné jsou do února. K pravidelné plodnosti je nezbytná probírka plůdků.

## Historie

### Původ
Byla vyšlechtěna v ČR, odrůda je křížencem odrůd 'Holenická' a 'Grosdemange'.

## Vlastnosti
Odrůda je cizosprašná. Vhodnými opylovači jsou odrůdy Konference, Erika, Diana, Dicolor, Bohemica.

### Růst
Růst odrůdy je středně bujný. Habitus koruny je rozložitý.

## Plodnost
Plodí středně pozdě, hojně a pravidelně.

## Plod
Plod je nesouměrný, střední. Slupka drsná, žlutozelené zbarvení je překryto červenou. Dužnina je nažloutlá se sladce navinulou chutí, šťavnatá, aromatická.
Choroby a škůdci:  odolnost je k houbovým chorobám vysoká, je citlivá k namrzání.

## Choroby a škůdci
Odrůda je považována za dostatečně odolnou proti strupovitosti ale náchylná k poškození mrazem.